# 小行星2290
小行星2290（2290 Helffrich）是一颗围绕太阳公转的小行星。1932年2月14日，卡爾·威廉·萊茵姆特在海德堡发现了此天体。
該小行星以德國天文學家約瑟夫·亨弗里奇命名。
这颗小行星的绝对星等为270.9270836858444等。